# Mora (Portugalia)
Mora – miejscowość w Portugalii, leżąca w dystrykcie Évora, w regionie Alentejo w podregionie Alto Alentejo. Miejscowość jest siedzibą gminy o tej samej nazwie. 

## Demografia
| Liczba ludności gminy Mora (1801–2011) | Liczba ludności gminy Mora (1801–2011) | Liczba ludności gminy Mora (1801–2011) | Liczba ludności gminy Mora (1801–2011) | Liczba ludności gminy Mora (1801–2011) | Liczba ludności gminy Mora (1801–2011) | Liczba ludności gminy Mora (1801–2011) | Liczba ludności gminy Mora (1801–2011) | Liczba ludności gminy Mora (1801–2011) | Liczba ludności gminy Mora (1801–2011) |
| -------------------------------------- | -------------------------------------- | -------------------------------------- | -------------------------------------- | -------------------------------------- | -------------------------------------- | -------------------------------------- | -------------------------------------- | -------------------------------------- | -------------------------------------- |
| 1801                                   | 1849                                   | 1900                                   | 1930                                   | 1960                                   | 1981                                   | 1991                                   | 2001                                   | 2004                                   | 2011                                   |
| 735                                    | 2 834                                  | 5 425                                  | 8 530                                  | 10 276                                 | 7 056                                  | 6 588                                  | 5 788                                  | 5 470                                  | 4 978                                  |

## Sołectwa
Sołectwa gminy Mora (ludność wg stanu na 2011 r.):
- Brotas – 451 osób
- Cabeção – 1073 osoby
- Mora – 2522 osoby
- Pavia – 932 osoby